# Añana
Añana è un comune spagnolo  situato nella comunità autonoma dei Paesi Baschi.